# Langley Park
Langley Park es un lugar designado por el censo (en inglés, census-designated place, CDP) situado en el condado de Prince George, Maryland, Estados Unidos. Según el censo de 2020, tiene una población de 20 126 habitantes.

## Geografía
La localidad está ubicada en las coordenadas 38°59′22″N 76°58′51″O / 38.98944, -76.98083 (38.989499, -76.980742). Según la Oficina del Censo, tiene una superficie de 2.57 km² de tierra y 0.0001 km² de agua.

## Demografía
Según el censo de 2020, hay 20 126 personas residiendo en la localidad. La densidad de población es de 7831.13 hab./km².
| Raza                   | Núm.   | Porc.  |
| ---------------------- | ------ | ------ |
| Afroamericanos         | 2195   | 10.91% |
| Blancos                | 1664   | 8.27%  |
| Amerindios             | 1017   | 5.05%  |
| Asiáticos              | 387    | 1.92%  |
| Isleños del Pacífico   | 21     | 0.10%  |
| De otras razas         | 11 607 | 57.67% |
| De una mezcla de razas | 3235   | 16.07% |

Del total de la población, el 83.41% de los habitantes son hispanos o latinos de cualquier raza.